# Elezioni politiche in Italia del 1976 per circoscrizione (Senato della Repubblica)
Le elezioni politiche in Italia del 1976 nelle circoscrizioni del Senato della Repubblica videro i seguenti risultati.

## Risultati
Circoscrizione Piemonte;
| Liste                                         | Voti      | %     | Seggi |
| --------------------------------------------- | --------- | ----- | ----- |
| Democrazia Cristiana                          | 1 004 158 | 36,38 | 10    |
| Partito Comunista Italiano                    | 957 964   | 34,70 | 9     |
| Partito Socialista Italiano                   | 290 985   | 10,54 | 2     |
| Partito Socialista Democratico Italiano       | 139 533   | 5,05  | 1     |
| Partito Repubblicano Italiano                 | 124 965   | 4,53  | 1     |
| Movimento Sociale Italiano - Destra Nazionale | 107 429   | 3,89  | 1     |
| Partito Liberale Italiano                     | 99 987    | 3,62  | 1     |
| Partito Radicale                              | 35 394    | 1,28  | –     |
| Totale                                        | 2 760 415 | 100   | 25    |

Circoscrizione Lombardia;
| Liste                                         | Voti      | %     | Seggi |
| --------------------------------------------- | --------- | ----- | ----- |
| Democrazia Cristiana                          | 2 170 893 | 41,76 | 21    |
| Partito Comunista Italiano                    | 1 598 097 | 30,74 | 16    |
| Partito Socialista Italiano                   | 613 253   | 11,80 | 6     |
| Movimento Sociale Italiano - Destra Nazionale | 210 741   | 4,05  | 2     |
| Partito Repubblicano Italiano                 | 185 899   | 3,58  | 1     |
| Partito Socialista Democratico Italiano       | 183 383   | 3,53  | 1     |
| Partito Liberale Italiano                     | 109 028   | 2,10  | 1     |
| Democrazia Proletaria                         | 78 170    | 1,50  | –     |
| Partito Radicale                              | 48 827    | 0,94  | –     |
| Totale                                        | 5 198 291 | 100   | 48    |

Circoscrizione Trentino-Alto Adige;
| Liste                                         | Voti    | %     | Seggi |
| --------------------------------------------- | ------- | ----- | ----- |
| Democrazia Cristiana                          | 168 519 | 35,48 | 3     |
| Partito Popolare Sud Tirolese                 | 158 584 | 33,38 | 2     |
| Partito Comunista Italiano                    | 60 829  | 12,81 | 1     |
| Partito Socialista Italiano                   | 43 843  | 9,23  | 1     |
| PLI - PRI - PSDI                              | 23 443  | 4,94  | –     |
| Movimento Sociale Italiano - Destra Nazionale | 12 624  | 2,66  | –     |
| Tirol                                         | 7 193   | 1,51  | –     |
| Totale                                        | 475 035 | 100   | 7     |

Circoscrizione Veneto;
| Liste                                         | Voti      | %     | Seggi |
| --------------------------------------------- | --------- | ----- | ----- |
| Democrazia Cristiana                          | 1 291 379 | 52,43 | 14    |
| Partito Comunista Italiano                    | 572 421   | 23,24 | 6     |
| Partito Socialista Italiano                   | 261 337   | 10,61 | 2     |
| Partito Socialista Democratico Italiano       | 113 276   | 4,60  | 1     |
| Movimento Sociale Italiano - Destra Nazionale | 85 724    | 3,48  | –     |
| Partito Repubblicano Italiano                 | 81 634    | 3,31  | –     |
| Partito Liberale Italiano                     | 36 922    | 1,50  | –     |
| Partito Radicale                              | 19 510    | 0,79  | –     |
| Nuovo Partito Popolare                        | 855       | 0,03  | –     |
| Totale                                        | 2 463 058 | 100   | 23    |

Circoscrizione Friuli-Venezia Giulia;
| Liste                                         | Voti    | %     | Seggi |
| --------------------------------------------- | ------- | ----- | ----- |
| Democrazia Cristiana                          | 348 223 | 44,89 | 4     |
| Partito Comunista Italiano                    | 198 865 | 25,64 | 2     |
| Partito Socialista Italiano                   | 105 446 | 13,59 | 1     |
| PLI - PRI - PSDI                              | 57 538  | 7,42  | –     |
| Movimento Sociale Italiano - Destra Nazionale | 45 582  | 5,88  | –     |
| Partito Radicale                              | 11 024  | 1,42  | –     |
| Unione Slovena                                | 9 023   | 1,16  | –     |
| Totale                                        | 775 701 | 100   | 7     |

Circoscrizione Liguria;
| Liste                                         | Voti      | %     | Seggi |
| --------------------------------------------- | --------- | ----- | ----- |
| Partito Comunista Italiano                    | 464 520   | 38,87 | 4     |
| Democrazia Cristiana                          | 406 429   | 34,01 | 4     |
| Partito Socialista Italiano                   | 149 104   | 12,48 | 1     |
| PLI - PRI - PSDI                              | 103 405   | 8,65  | 1     |
| Movimento Sociale Italiano - Destra Nazionale | 54 926    | 4,60  | –     |
| Partito Radicale                              | 16 681    | 1,40  | –     |
| Totale                                        | 1 195 065 | 100   | 10    |

Circoscrizione Emilia-Romagna;
| Liste                                         | Voti      | %     | Seggi |
| --------------------------------------------- | --------- | ----- | ----- |
| Partito Comunista Italiano                    | 1 231 929 | 48,26 | 12    |
| Democrazia Cristiana                          | 740 402   | 29,00 | 7     |
| Partito Socialista Italiano                   | 234 469   | 9,18  | 2     |
| Partito Repubblicano Italiano                 | 114 276   | 4,48  | 1     |
| Partito Socialista Democratico Italiano       | 102 583   | 4,02  | –     |
| Movimento Sociale Italiano - Destra Nazionale | 80 241    | 3,14  | –     |
| Partito Liberale Italiano                     | 26 152    | 1,02  | –     |
| Partito Radicale                              | 19 659    | 0,77  | –     |
| Partito Democratico                           | 3 074     | 0,12  | –     |
| Totale                                        | 2 552 785 | 100   | 22    |

Circoscrizione Toscana;
| Liste                                         | Voti      | %     | Seggi |
| --------------------------------------------- | --------- | ----- | ----- |
| Partito Comunista Italiano                    | 1 077 944 | 47,37 | 10    |
| Democrazia Cristiana                          | 729 989   | 32,08 | 7     |
| Partito Socialista Italiano                   | 250 393   | 11,00 | 2     |
| PLI - PRI - PSDI                              | 114 537   | 5,03  | 1     |
| Movimento Sociale Italiano - Destra Nazionale | 86 242    | 3,79  | –     |
| Partito Radicale                              | 16 644    | 0,73  | –     |
| Totale                                        | 2 275 749 | 100   | 20    |

Circoscrizione Umbria;
| Liste                                         | Voti    | %     | Seggi |
| --------------------------------------------- | ------- | ----- | ----- |
| Partito Comunista Italiano                    | 237 600 | 47,18 | 4     |
| Democrazia Cristiana                          | 158 828 | 31,54 | 2     |
| Partito Socialista Italiano                   | 58 678  | 11,65 | 1     |
| Movimento Sociale Italiano - Destra Nazionale | 24 827  | 4,93  | –     |
| Partito Repubblicano Italiano                 | 11 601  | 2,30  | –     |
| Partito Socialista Democratico Italiano       | 7 698   | 1,53  | –     |
| Partito Radicale                              | 2 323   | 0,46  | –     |
| Partito Liberale Italiano                     | 2 032   | 0,40  | –     |
| Totale                                        | 503 587 | 100   | 7     |

Circoscrizione Marche;
| Liste                                         | Voti    | %     | Seggi |
| --------------------------------------------- | ------- | ----- | ----- |
| Democrazia Cristiana                          | 345 519 | 40,77 | 4     |
| Partito Comunista Italiano                    | 336 228 | 39,68 | 4     |
| Partito Socialista Italiano                   | 71 397  | 8,43  | –     |
| Movimento Sociale Italiano - Destra Nazionale | 32 987  | 3,89  | –     |
| Partito Repubblicano Italiano                 | 28 161  | 3,32  | –     |
| Partito Socialista Democratico Italiano       | 23 302  | 2,75  | –     |
| Partito Liberale Italiano                     | 5 255   | 0,62  | –     |
| Partito Radicale                              | 4 590   | 0,54  | –     |
| Totale                                        | 847 439 | 100   | 8     |

Circoscrizione Lazio;
| Liste                                         | Voti      | %     | Seggi |
| --------------------------------------------- | --------- | ----- | ----- |
| Democrazia Cristiana                          | 1 007 153 | 36,30 | 10    |
| Partito Comunista Italiano                    | 979 426   | 35,30 | 10    |
| Movimento Sociale Italiano - Destra Nazionale | 287 715   | 10,37 | 3     |
| Partito Socialista Italiano                   | 220 340   | 7,94  | 2     |
| Partito Repubblicano Italiano                 | 100 443   | 3,62  | 1     |
| Partito Socialista Democratico Italiano       | 93 574    | 3,37  | 1     |
| Partito Liberale Italiano                     | 45 647    | 1,65  | –     |
| Partito Radicale                              | 38 235    | 1,38  | –     |
| Nuovo Partito Popolare                        | 2 172     | 0,08  | –     |
| Totale                                        | 2 774 705 | 100   | 27    |

Circoscrizione Abruzzo;
| Liste                                         | Voti    | %     | Seggi |
| --------------------------------------------- | ------- | ----- | ----- |
| Democrazia Cristiana                          | 305 757 | 45,34 | 4     |
| Partito Comunista Italiano                    | 229 862 | 34,08 | 3     |
| Partito Socialista Italiano                   | 55 786  | 8,27  | –     |
| Movimento Sociale Italiano - Destra Nazionale | 45 217  | 6,70  | –     |
| Partito Socialista Democratico Italiano       | 16 853  | 2,50  | –     |
| Partito Repubblicano Italiano                 | 11 075  | 1,64  | –     |
| Partito Liberale Italiano                     | 4 517   | 0,67  | –     |
| Partito Radicale                              | 3 450   | 0,51  | –     |
| Gruppo Margherita                             | 1 892   | 0,28  | –     |
| Totale                                        | 674 409 | 100   | 7     |

Circoscrizione Molise;
| Liste                                                  | Voti    | %     | Seggi |
| ------------------------------------------------------ | ------- | ----- | ----- |
| Democrazia Cristiana                                   | 93 546  | 53,99 | 1     |
| Partito Comunista Italiano-Partito Socialista Italiano | 52 922  | 30,55 | 1     |
| Movimento Sociale Italiano - Destra Nazionale          | 11 375  | 6,57  | –     |
| Partito Socialista Democratico Italiano                | 6 421   | 3,71  | –     |
| Partito Repubblicano Italiano                          | 4 547   | 2,62  | –     |
| Partito Liberale Italiano                              | 4 448   | 2,57  | –     |
| Totale                                                 | 173 259 | 100   | 2     |

Circoscrizione Campania;
| Liste                                         | Voti      | %     | Seggi |
| --------------------------------------------- | --------- | ----- | ----- |
| Democrazia Cristiana                          | 954 300   | 37,89 | 12    |
| Partito Comunista Italiano                    | 798 061   | 31,68 | 10    |
| Movimento Sociale Italiano - Destra Nazionale | 313 236   | 12,44 | 3     |
| Partito Socialista Italiano                   | 209 737   | 8,33  | 2     |
| Partito Socialista Democratico Italiano       | 104 130   | 4,13  | 1     |
| Partito Repubblicano Italiano                 | 78 657    | 3,12  | 1     |
| Partito Liberale Italiano                     | 45 481    | 1,81  | –     |
| Partito Radicale                              | 15 215    | 0,60  | –     |
| Totale                                        | 2 518 817 | 100   | 29    |

Circoscrizione Puglia;
| Liste                                         | Voti      | %     | Seggi |
| --------------------------------------------- | --------- | ----- | ----- |
| Democrazia Cristiana                          | 761 576   | 41,10 | 9     |
| Partito Comunista Italiano                    | 582 217   | 31,42 | 7     |
| Movimento Sociale Italiano - Destra Nazionale | 208 056   | 11,23 | 2     |
| Partito Socialista Italiano                   | 177 862   | 9,60  | 2     |
| Partito Socialista Democratico Italiano       | 66 792    | 3,60  | –     |
| PLI - PRI                                     | 45 844    | 2,47  | –     |
| Partito Radicale                              | 10 680    | 0,58  | –     |
| Totale                                        | 1 853 027 | 100   | 20    |

Circoscrizione Basilicata;
| Liste                                         | Voti    | %     | Seggi |
| --------------------------------------------- | ------- | ----- | ----- |
| Democrazia Cristiana                          | 130 685 | 43,27 | 3     |
| Partito Comunista Italiano                    | 99 161  | 32,83 | 3     |
| Partito Socialista Italiano                   | 36 317  | 12,02 | 1     |
| Movimento Sociale Italiano - Destra Nazionale | 20 124  | 6,66  | –     |
| Partito Socialista Democratico Italiano       | 9 000   | 2,98  | –     |
| PLI - PRI                                     | 5 509   | 1,82  | –     |
| Nuovo Partito Popolare                        | 1 261   | 0,42  | –     |
| Totale                                        | 302 057 | 100   | 7     |

Circoscrizione Calabria;
| Liste                                         | Voti    | %     | Seggi |
| --------------------------------------------- | ------- | ----- | ----- |
| Democrazia Cristiana                          | 356 398 | 38,63 | 5     |
| Partito Comunista Italiano                    | 306 376 | 33,21 | 4     |
| Partito Socialista Italiano                   | 117 846 | 12,77 | 1     |
| Movimento Sociale Italiano - Destra Nazionale | 99 724  | 10,81 | 1     |
| Partito Socialista Democratico Italiano       | 20 130  | 2,18  | –     |
| Partito Repubblicano Italiano                 | 12 275  | 1,33  | –     |
| Partito Liberale Italiano                     | 5 300   | 0,57  | –     |
| Partito Radicale                              | 4 605   | 0,50  | –     |
| Totale                                        | 922 654 | 100   | 11    |

Circoscrizione Sicilia;
| Liste                                         | Voti      | %     | Seggi |
| --------------------------------------------- | --------- | ----- | ----- |
| Democrazia Cristiana                          | 939 926   | 39,89 | 11    |
| Partito Comunista Italiano                    | 643 815   | 27,32 | 8     |
| Movimento Sociale Italiano - Destra Nazionale | 289 826   | 12,30 | 3     |
| Partito Socialista Italiano                   | 229 653   | 9,75  | 2     |
| Partito Repubblicano Italiano                 | 92 882    | 3,94  | 1     |
| Partito Socialista Democratico Italiano       | 88 265    | 3,75  | 1     |
| Partito Liberale Italiano                     | 53 496    | 2,27  | –     |
| Partito Radicale                              | 17 509    | 0,74  | –     |
| Nuovo Partito Popolare                        | 539       | 0,02  | –     |
| Gruppo Ave                                    | 521       | 0,02  | –     |
| Totale                                        | 2 356 432 | 100   | 26    |

Circoscrizione Sardegna;
| Liste                                         | Voti    | %     | Seggi |
| --------------------------------------------- | ------- | ----- | ----- |
| Democrazia Cristiana                          | 313 673 | 41,17 | 4     |
| Partito Comunista Italiano                    | 262 457 | 34,45 | 3     |
| Partito Socialista Italiano                   | 81 718  | 10,73 | 1     |
| Movimento Sociale Italiano - Destra Nazionale | 68 028  | 8,93  | –     |
| PLI - PRI - PSDI                              | 35 975  | 4,72  | –     |
| Totale                                        | 761 851 | 100   | 8     |

Circoscrizione Valle d'Aosta.
| Liste                                         | Voti   | %     | Seggi |
| --------------------------------------------- | ------ | ----- | ----- |
| DC - RV - UV - UVP - PRI                      | 22 917 | 35,21 | 1     |
| PCI - PSI - PDUP                              | 21 072 | 32,37 | –     |
| DP - UVP MREG                                 | 17 699 | 27,19 | –     |
| Movimento Sociale Italiano - Destra Nazionale | 1 806  | 2,77  | –     |
| Partito Radicale                              | 1 601  | 2,46  | –     |
| Totale                                        | 65 095 | 100   | 1     |